# Кузнецова, Инга Анатольевна
Инга Кузнецова (род. 20 июня 1974, пос. Черноморский, Краснодарский край) — русский поэт, прозаик, переводчик. Один из самых ярких представителей сюрреализма и магического реализма в современной русской литературе. Автор пяти поэтических книг и трех романов. Лауреат молодёжной премии «Триумф» (2003), премии «Московский счёт» за лучший дебют (2003), Международного Волошинского конкурса (2012). Стихи переведены на девять языков, неоднократно звучали со сцены МХАТ.

## Биография
Родилась 20 июня 1974 года в поселке Черноморском Краснодарского края. Закончила факультет журналистики МГУ, в аспирантуре изучала философию. Работала редактором в журналах «Вопросы литературы» и «Октябрь», а также обозревателем литературных журналов на «Радио России».
Первая публикация стихотворений — в 19 лет в журнале «Новая Юность» (1993, №2). Стихи и эссе печатались в журналах «Новый мир», «Дружба народов», «Октябрь», «Знамя», «Новая Юность», «Арион», «Вавилон», «Воздух», «Волга», «Этажи», «Homo Legens/Человек читающий», «Интерпоэзия», «Terra poetica» (Россия, Украина, Белоруссия), «Mange Monde» (Франция), «Book wings» (США),  «Руски алманах» (Сербия) и др. Подборки стихотворений Инги Кузнецовой включены в антологии: «Живые поэты», «Черным по белому», «10/30», «Антология современной российской поэзии», «Современный русский верлибр», «Московская муза», «Poétes russes d’aujourd’hui» (Франция), «Anthologie de la poésie russe contemporaine 1989 – 2009» (Франция), «Sie ging durch Russland…Русская поэзия поколения 1960 – 1980 годов» (Германия), «Revolution der Sterne» (Австрия).
Инга Кузнецова - участник книжной ярмарки во Франкфурте (2003; 2019); PEN-festival в Нью-Йорке (2010); в качестве поэта и переводчика — автор русско-американского проекта Bookwings (2012). Стихи переведены на английский, французский, немецкий, польский, китайский, сербский, грузинский, киргизский, украинский и белорусский языки. Романы «Промежуток» и «Изнанка» переведены на английский язык переводчиком Muireann Maguire.
Поэтические книги Инги Кузнецовой — «Сны-синицы» (М., Издательство «Независимой газеты», 2002), «Внутреннее зрение» (М., «Воймега», 2010), «Воздухоплавания» (М., «Воймега», 2012), «Откровенность деревьев» (М., «Русский Гулливер», 2016)  вместе с двумя новыми книгами «Летяжесть» и «Неандертальская книга»  вошли в большое собрание «ЛЕТЯЖЕСТЬ» (М., «АСТ», 2019), высоко оценённое кинорежиссёром Ларсом фон Триером и писателем Владимиром Сорокиным.

## Личная жизнь
Была замужем за М. В. Говоруном. Сын — Тимофей Говорун (род. 2005 г.).

### Поэзия

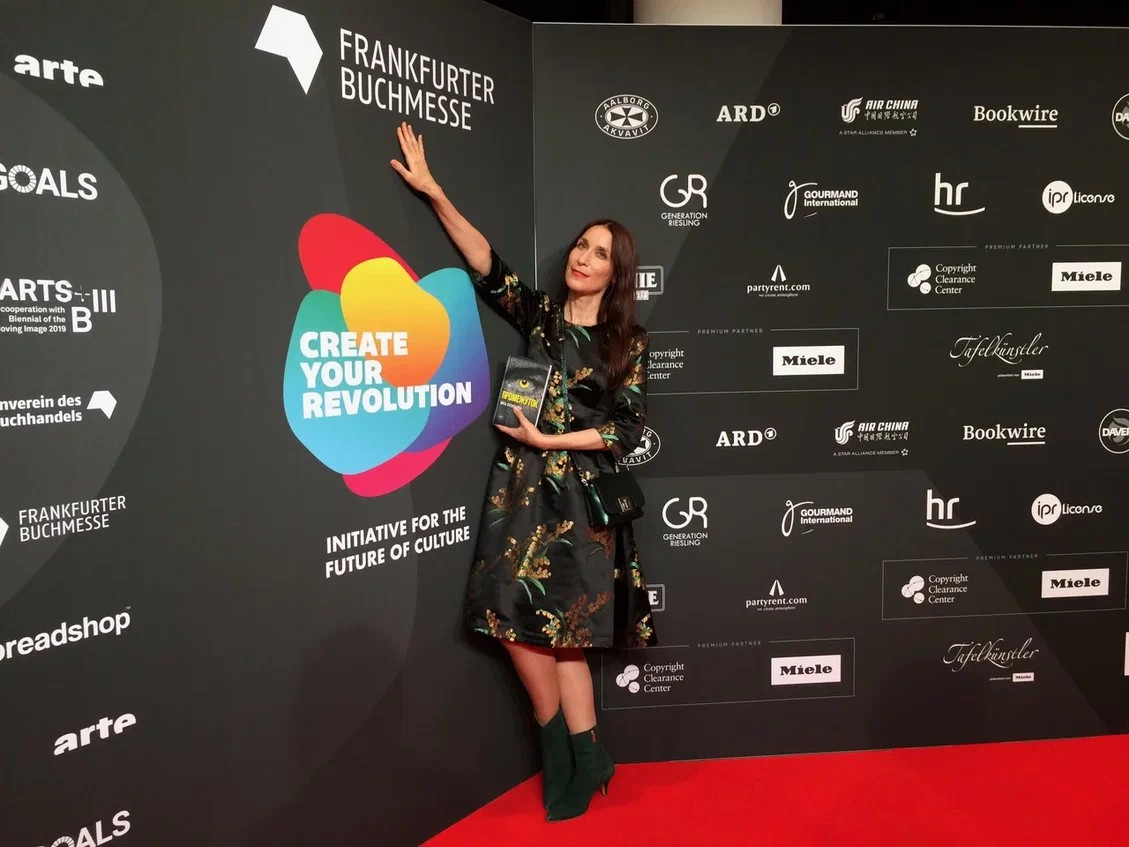
Инга Кузнецова на Франкфуртской книжной ярмарке, 2019 год

- 2002  Сны-синицы — М.: Независимая газета, 2002.
- 2010  Внутреннее зрение — М.: Воймега, 2010.
- 2012  Воздухоплавания — М.: Воймега, 2012.
- 2016  Откровенность деревьев — М.: Русский Гулливер, 2016.
- 2019  Летяжесть — М.: АСТ, 2019.

### Проза
- 2017  Пэчворк. После прочтения сжечь — М.: Эксмо, 2017.
- 2019  Промежуток — М.: АСТ, 2019.
- 2020  Изнанка  — М.: АСТ, 2020.

Первый роман Инги Кузнецовой «Пэчворк» — своеобразное художественное исследование насилия в мире, где жизнь человека — лишь рваные  лоскуты, которые каждый из нас вынужден сшивать сам. Новаторский роман, написанный как лоскутное одеяло из разновеликих глав, был назван «наиболее знаковым экспериментальном арт-романом последнего времени» и вошел в лонг-лист премии «Нацбест» (2017).
«Промежуток»  — второй философский роман Инги Кузнецовой. Вошел в лонг-лист премии «Большая книга» (2020) и лонг-лист премии «Национальный бестселлер» (2020). Это смелая социальная антиутопия — и в то же время яркая сюрреалистическая утопия, в которой развитым сознанием и речью, помимо людей, обладают птицы, животные, предметы и даже клетки человеческого тела.
«Изнанка» — третий роман автора. Вошёл в лонг-лист премии «Национальный бестселлер» (2021). Это первый и единственный в мире роман, написанный от «лица»  коронавируса.  Перед читателем разворачивается особенная «одиссея» полусущества, путешествующего от животных, над которыми ведут эксперименты,  к людям, среди которых и маньяк-убийца. «Начинка» человека, открываемая вирусом, оказывается совершенно иной, чем нам известно из анатомии и медицины.  Драматичный роман поражает авторской эмпатией, а его главный парадокс в том, что смертоносный вирус стремится к людям, потому что любит их.

## Награды

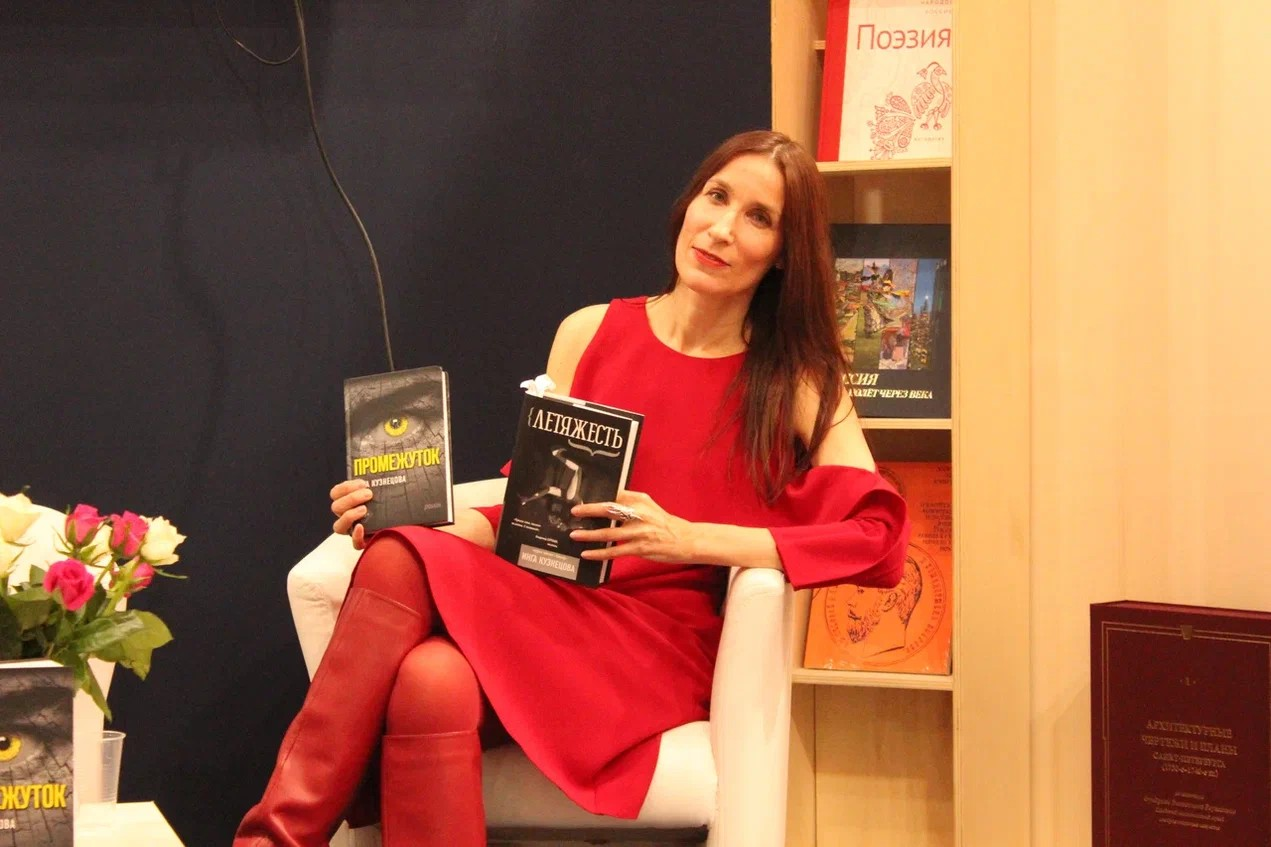
Инга Кузнецова представляет свою поэтическую книгу «Летяжесть» и роман «Промежуток» на Франкфуртской книжной ярмарке, 2019 год

- 1994 — поэтический конкурс имени А.С. Пушкина.
- 2003 — «Московский счёт».
- 2003 —  молодежная премия «Триумф».
- 2012 — Международный Волошинский фестиваль.